# FaceTime
FaceTime est un produit de visiophonie propriétaire développé par Apple. FaceTime est disponible sur les appareils mobiles iOS exécutant iOS 4 et versions ultérieures et sur les ordinateurs Mac exécutant Mac OS X 10.6.6 et versions ultérieures. 
FaceTime prend en charge tout appareil iOS doté d'une caméra orientée vers l'avant et tout ordinateur Mac équipé d'une caméra FaceTime. FaceTime Audio, une version audio uniquement, est disponible sur tout appareil iOS prenant en charge iOS 7 ou version ultérieure, ainsi que sur tout Mac équipé d'une caméra orientée vers l'avant exécutant OS X 10.9.2 et version ultérieure.
FaceTime est inclus gratuitement dans iOS et macOS à partir de Mac OS X Lion (10.7). Depuis la sortie d'iOS 15, iPadOS 15 et macOS Monterey, les systèmes non-Apple peuvent être utilisés pour participer aux appels FaceTime à l'aide d'un client Web.

## Histoire
Apple a acheté le nom « FaceTime » à FaceTime Communications, qui a changé son nom en Actiance en janvier 2011. Le 7 juin 2010, le PDG d'Apple, Steve Jobs, a annoncé FaceTime en conjonction avec l'iPhone 4 dans un discours prononcé lors de la WWDC de 2010. La prise en charge de l'iPod Touch de quatrième génération (le premier modèle d'iPod Touch équipé d'appareils photo) a été annoncée lors de la sortie de l'appareil le 8 septembre 2010. Le 2 mars 2011, la prise en charge de FaceTime a été annoncée pour le nouvel iPad 2, qui avait des caméras orientées vers l’avant et vers l’arrière.
Le 24 février 2011, FaceTime a quitté la version bêta et a été répertorié dans le Mac App Store pour 0,99 $ US. Apple affirme qu'elle avait l'intention de fournir l'application gratuitement, cependant, une disposition de la loi Sarbanes-Oxley (2002) interdit aux entreprises de fournir une nouvelle fonctionnalité non annoncée d'un produit déjà vendu sans subir de « mesures comptables onéreuses ». La version bêta à 0,99 $ US n'est plus disponible en téléchargement sur Apple. FaceTime est inclus gratuitement dans macOS à partir de Mac OS X Lion (10.7) et iOS.
AT&T a autorisé les clients à utiliser FaceTime à condition qu'ils soient hiérarchisés, mais a empêché l'application de fonctionner pour les clients disposant de forfaits de données illimités. Ils ont été traduits devant la Federal Communications Commission (FCC) pour violations de la neutralité du net.
En mai 2011, il a été constaté que FaceTime fonctionnerait de manière transparente en 3G sur tous les modèles d'iPhone, iPad et iPod Touch qui le prenaient en charge. Même si FaceTime ne fonctionnait qu'en 3G à l'époque, il prend désormais en charge les appels 4G LTE sur les réseaux du monde entier, et la disponibilité est limitée aux forfaits GSM des opérateurs.
En 2018, Apple a ajouté la prise en charge vidéo et audio de groupe à FaceTime, qui peut prendre en charge jusqu'à 32 personnes sous iOS 12 et macOS Mojave.
L'iPad Pro de 5e génération, introduit en mai 2021, intègre Center Stage, qui permet à la caméra de suivre un utilisateur lorsqu'il participe à un appel FaceTime, et a également été étendu à d'autres applications de visioconférence tierces. Center Stage est une fonctionnalité de tous les iPad sortis depuis 2021 et est également disponible sur les Mac utilisant Apple Studio Display ou un iPhone couplé avec une puce Apple A13 ou plus récente utilisant Continuity Camera, une fonctionnalité qui permet aux Mac d'utiliser les iPhones comme appareil photo qui a été introduit dans iOS 16 et macOS Ventura.
Le 7 juin 2021, lors de la keynote d'Apple à la WWDC, il a été annoncé que FaceTime serait mis à disposition des utilisateurs d'Android et de Windows via le Web. Une nouvelle fonctionnalité appelée SharePlay a été annoncée pour FaceTime sur iOS 15, iPadOS 15 et macOS Monterey lors du même événement. Il permettra aux utilisateurs d'iPhone, d'iPad et de Mac de partager de la musique, des vidéos ou leur écran avec les personnes participant à l'appel. Apple a déclaré que la fonctionnalité utilise une API qui peut être activée sur n'importe quel service multimédia et que SharePlay devrait prendre en charge Apple Music, l'application Apple TV (y compris Apple TV+), Disney+, Hulu, HBO Max, Paramount+, TikTok, Twitch et plusieurs d'autres sources médiatiques au lancement.[14]
FaceTime a été ajouté à l'Apple TV 4K (modèles de 2e génération et plus récents) avec la sortie de tvOS 17 en 2023. FaceTime nécessite un iPhone ou un iPad couplé avec iOS 17/iPadOS 17 et prend en charge Center Stage et Split View avec un appareil A13 ou plus récent. [15]

## Fonctionnement

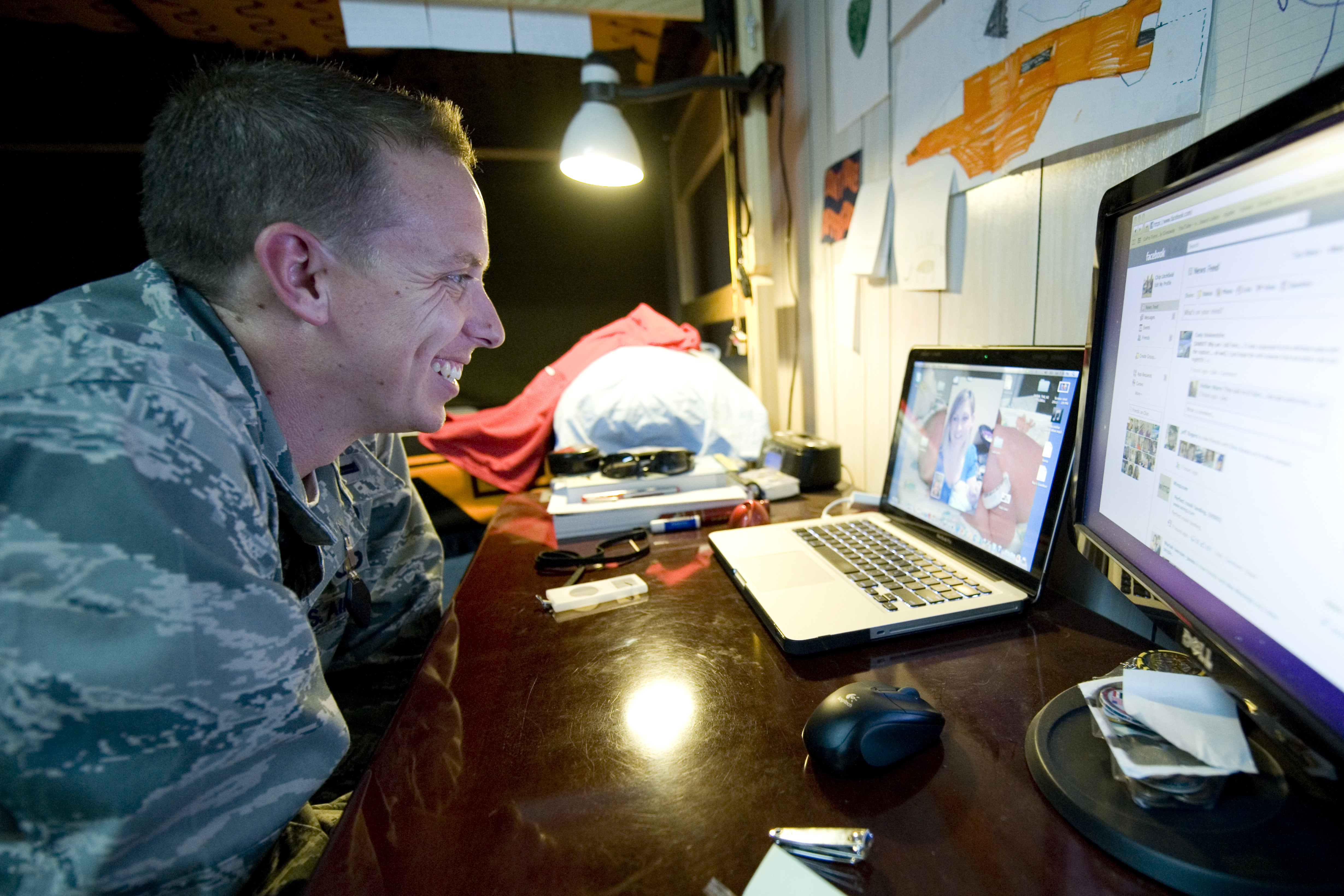
Un soldat discutant avec sa femme via FaceTime.

FaceTime fonctionne en connectant deux appareils possédant la fonction (iPhone 4 ou supérieur, iPod touch de 4e, 5e et 6e génération, iPad 2 ou supérieur, Mac tournant sous OS X 10.7 ou supérieur). Tout en étant une exclusivité d'Apple, le logiciel est compatible avec d'autres systèmes d'exploitation (comme Windows ou Android) depuis iOS 15, iPadOS 15 et macOS Monterey via un site web.
Avec la version iOS 12.1.4 en 2019, FaceTime permet les appels en groupe.
Sur iPhone, il est possible d'activer FaceTime lors d'une conversation téléphonique, en appuyant sur la touche spécifique. Le service est également accessible depuis l'application Contacts ou via l'historique des appels. Auparavant réservée aux appareils iOS ne pouvant pas téléphoner (c'est-à-dire tout appareil sous iOS sauf l'iPhone), l'application est pré-installée depuis iOS 7.
Depuis la version iOS 6 le logiciel utilise, en plus du wifi seul possible auparavant, le réseau de téléphonie mobile (3G, 4G, LTE) de l'opérateur, si celui-ci a autorisé l'accès, soit la quasi-totalité des opérateurs en 2014. Depuis iOS 14, FaceTime fonctionne sous le réseau mobile 5G sur les iPhone 12 ou version ultérieure. La fonction utilise environ 3 mégaoctets de données cellulaires par minute.
À partir de la version iOS 15 la vue en grille et le mode portrait sont possibles, ainsi que des liens entre FaceTime et des événements de calendrier. L'application peut communiquer avec un smartphone Android ou un ordinateur équipé de Windows grâce à un lien de connexion que seul un utilisateur Apple peut générer. L'utilisateur Android ou Windows est alors redirigé vers une page internet de son navigateur avec la possibilité de rejoindre la conversation en entrant son nom lors de la connexion ; il a accès aux fonctions de base de FaceTime ; les nouveautés d'iOS 15, telles que le Spatial Audio ou le floutage d'arrière-plan ne sont accessibles qu'aux utilisateurs Apple.
Il existe deux façons d'effectuer un appel FaceTime : soit en renseignant son numéro de téléphone, soit en renseignant son adresse courriel. L'adresse courriel étant configurable sur plusieurs appareils à la fois, il est dès lors possible d'utiliser l'appel avec les appareils configurés.

## FaceTime audio
Une nouvelle version audio uniquement de FaceTime, nommée FaceTime Audio, a été annoncée lors du discours d'ouverture annuel de la Apple Worldwide Developers Conference (WWDC) le 10 juin 2013 et publiée avec iOS 7 le 18 septembre 2013. En version audio uniquement de FaceTime, il transforme effectivement le protocole en un protocole de voix sur Internet (VoIP), qui rivalise avec d'autres fournisseurs traditionnels dans le domaine, notamment Skype (Microsoft).
Basé sur le même protocole audio AAC-LD, le service fournit un son de haute qualité. La version bêta d'iOS 7 limitait FaceTime Audio aux appels passés sur un réseau Wi-Fi (la même limitation originale de la version vidéo de FaceTime), mais la version finale a supprimé cette restriction pour lui permettre de fonctionner sur des connexions de données 3G et LTE, comme C'est le cas de la plupart des opérateurs et des forfaits FaceTime avec vidéo. Comme la version vidéo, FaceTime Audio n'est actuellement disponible qu'entre les appareils Apple sous iOS 7 et versions ultérieures. Le streaming FaceTime sur données cellulaires n'est pas disponible pour l'iPhone 4 et l'iPad 2.

### Talkie walkie
Le talkie-walkie est une fonctionnalité de communication limitée basée sur FaceTime Audio, disponible le 17 septembre 2018 pour les appareils Apple Watch exécutant watchOS 5.0 ou version ultérieure. L'application permet aux utilisateurs d'avoir des appels à deux personnes similaires à l'utilisation d'un vrai talkie-walkie, car les conversations sont push-to-talk et une seule extrémité de la conversation peut parler à la fois. Le talkie-walkie est destiné aux messages courts et rapides entre deux personnes plutôt qu'aux longues conversations qui conviennent mieux aux appels téléphoniques ou vidéo traditionnels. Les utilisateurs peuvent définir leur disponibilité pour le talkie-walkie via le panneau de contrôle ou dans l'application elle-même, ce qui permet à leurs amis de démarrer un appel à tout moment.
En juillet 2019, Apple a temporairement désactivé la fonction talkie-walkie de toutes les montres Apple après la découverte d'une vulnérabilité permettant à un utilisateur d'écouter l'iPhone d'une autre personne sans son consentement.

## Voir Plus
- FaceTime sur le site d'Apple